# Cratere Tokma
Tokma  è un cratere sulla superficie di Marte.